# Сипуха темно-бура
Сипуха темно-бура (Tyto tenebricosa) — вид совоподібних птахів родини сипухових (Tytonidae).

## Поширення
Вид поширений вздовж східного узбережжя Австралії та на острові Нова Гвінея. Трапляється у тропічних і субтропічних дощових лісах.

## Опис
Сова завдовжки 37-43 см. Самиці важать 0,75-1,2 кг, самці — 0,5-0,75 кг. Оперення від сіро-коричневого до майже чорного кольору з дрібними білими крапками. Дзьоб бежевого кольору.

## Спосіб життя
Живе у лісових регіонах. Вдень ховається у дуплах. Вночі полює на дрібних ссавців (сумчастих або рукокрилих), плазунів та птахів. Період розмноження не приурочений до певної пори року. Сови починають розмножуватися, коли є достатня кормова база. Гніздо обаштовує у великому дуплі. У кладці два яйця. Пташенята залишають гніздо через три місяці.

## Підвиди
- Tyto tenebricosa arfaki
- Tyto tenebricosa tenebricosa